# Synagoge Assenheim (Niddatal)

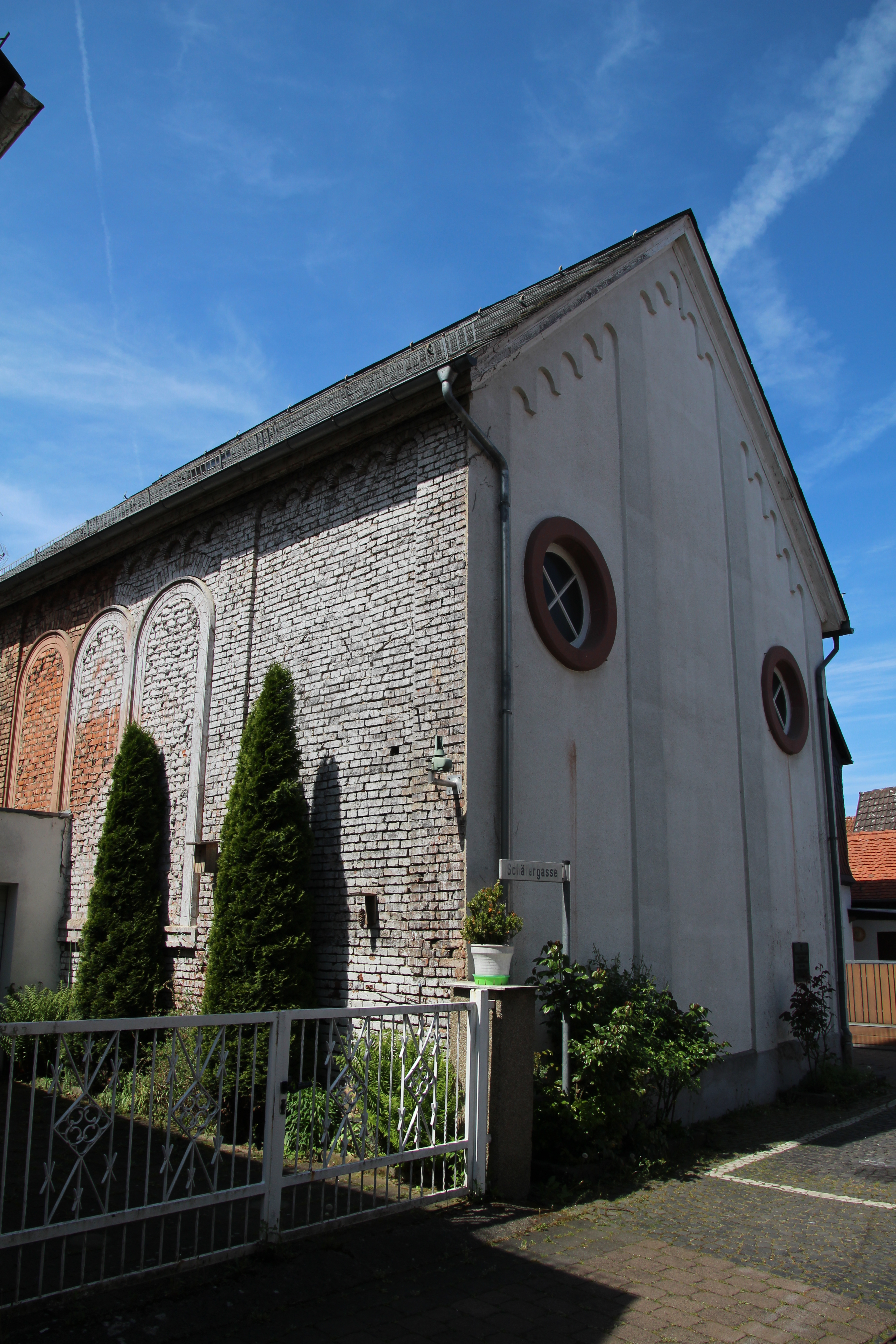
Ehemalige Synagoge in Assenheim

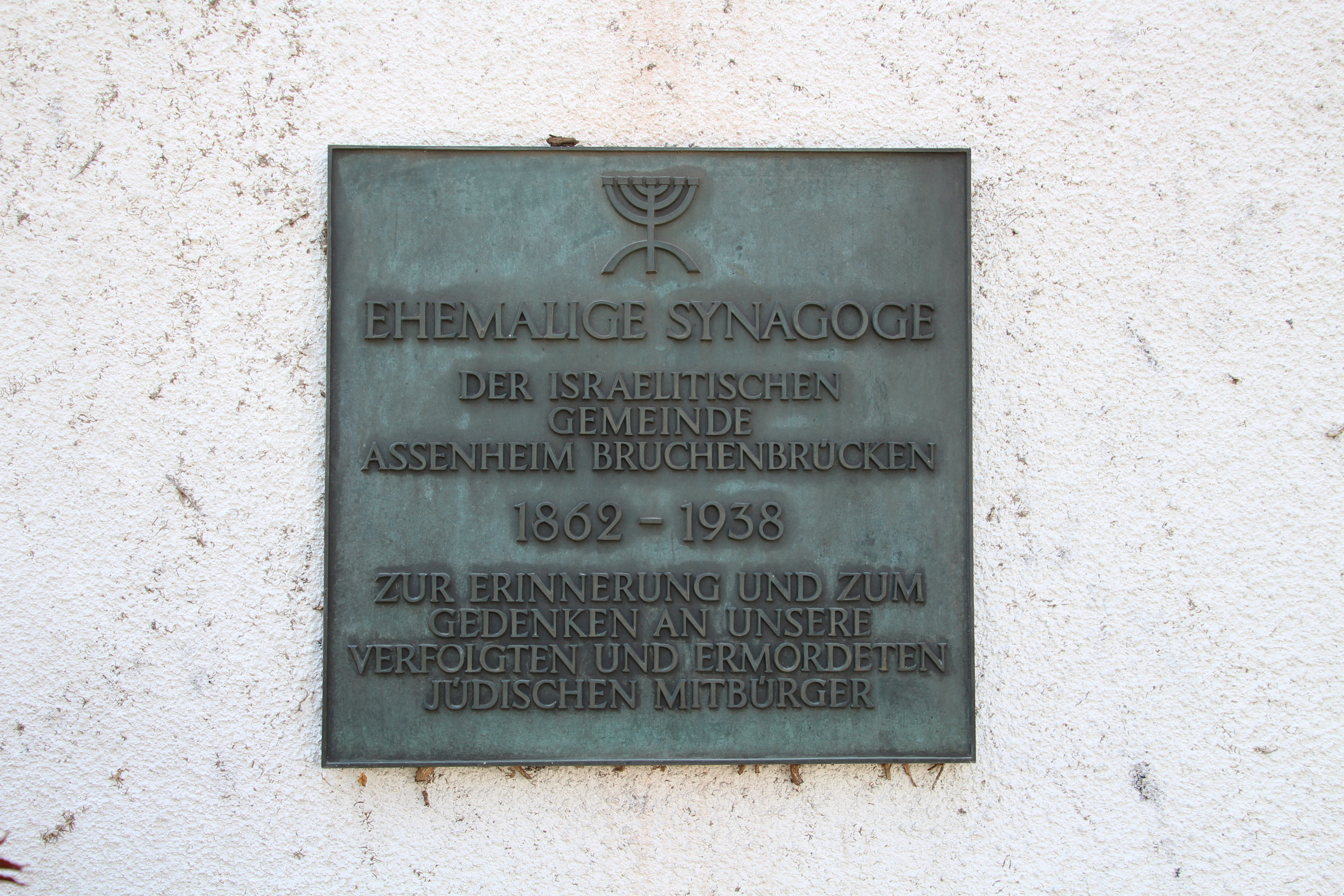
Gedenktafel

Die Synagoge in Assenheim, einem Stadtteil von Niddatal im Wetteraukreis in Hessen, wurde 1862 errichtet. Die profanierte Synagoge steht an der Brunnengasse 4, in der Altstadt zwischen dem alten Rathaus und der Kirche. Sie ist ein geschütztes Kulturdenkmal.

## Geschichte
Die neue Synagoge entstand vermutlich am Standort einer älteren Synagoge. Der verputzte Massivbau mit steilem Satteldach besitzt Lisenen, einen Rundbogenfries und Rundbogenfenster, die auf beiden Seiten zu dreien in eine Gruppe gefasst waren. Der Eingang lag im Westen.  

### Zeit des Nationalsozialismus
Im Jahr 1936 war die Zahl der jüdischen Gemeindeglieder bereits so stark zurückgegangen, dass kein Gottesdienst mehr abgehalten werden konnte.     
Beim Novemberpogrom 1938 wurde die Synagoge geschändet und verwüstet. 

### Nach 1945
Nach 1945 wurde das Synagogengebäude von dem nach Assenheim zurückgekehrten jüdischen Überlebenden Max Liebmann genutzt. 1953 wurde das Gebäude von der Stadt gekauft und 1961 zum Feuerwehrhaus umgebaut. Bis April 1980 wurde die ehemalige Synagoge als Feuerwehrhaus genutzt. Beim Umbau wurden große Tore eingesetzt und die meisten Rundöffnungen zugemauert. Ebenso wurde ein Feuerwehrturm auf das Dach gesetzt. 

## Heutige Nutzung
In den Jahren 1989/90 wurde das Synagogengebäude renoviert und dient seit der Wiedereinweihung im November 1990 als kulturelle Begegnungsstätte. 
Eine Dauerausstellung erinnert an die jüdische Geschichte Assenheims. 
Eine Gedenktafel mit folgender Inschrift wurde am Gebäude angebracht: „Ehemalige Synagoge der Israelitischen Gemeinde Assenheim-Bruchenbrücken 1862-1938. Zur Erinnerung und zum Gedenken an unsere verfolgten und ermordeten jüdischen Mitbürger.“